# Miroslav Ondříček
Miroslav Ondříček (Prága, 1934. november 4. – Prága, 2015. március 28.) cseh operatőr. Fia, David Ondrícek (1969-) rendező, producer, forgatókönyvíró.

## Életpályája
A Barrandov Studios-ban tanulta meg a filmkészítést. Ivan Passer, Jan Nemec és Miloš Forman operatőre. 1968-ban Nagy-Britanniába, majd az USA-ba emigrált.

## Filmjei
- Igazság a hazugságról (1962)
- Amikor jön a macska (1963)
- Verseny/Meghallgatás (1963)
- Az éjszaka gyémántjai (1964)
- Egy szöszi szerelme (1965)
- Intim megvilágításban (1966)
- Az ünnep és a meghívottak (1966)
- Gyöngyök a mélyben (1966)
- Sikoly (1966)
- Tűz van, babám! (1967)
- A fehér autóbusz (1967)
- Ha… (1968)
- Elszakadás (1971)
- Homolka a topolka - Homolkáék szabadságon (1972)
- Az ötös számú vágóhíd (1972)
- A szerencse fia (1973)
- A nénikém és én (1974)
- Játéktér (1976)
- Végre megértjük egymást (1977)
- Megjött apám Afrikából/Jakub (1977)
- A szerelem és a tisztelet története (1978)
- Az isteni Emma (1979)
- Hair (1979)
- Sötét nap (1980)
- Ragtime (1980)
- Garp szerint a világ (1982)
- Silkwood (1983)
- Amadeus (1984)
- Korbács és kereszt (1985)
- Trükkös halál (1986)
- Fura farm (1988)
- Valmont (1989)
- Ébredések (1990)
- Micsoda csapat! (1992)
- Oltári tánc (1995)
- Kinek a papné (1996)
- Fiúk az életemből (2001)

## Díjai
- BAFTA-díj a legjobb operatőrnek (1986) Amadeus (1984)
- a Karlovy Vary-i fesztivál életműdíja (2004)

## Fordítás
- Ez a szócikk részben vagy egészben  a   Miroslav Ondříček című angol Wikipédia-szócikk fordításán alapul.  Az eredeti cikk szerkesztőit annak laptörténete sorolja fel. Ez a jelzés csupán a megfogalmazás eredetét és a szerzői jogokat jelzi, nem szolgál a cikkben szereplő információk forrásmegjelöléseként.